# Biodiversité de la Corne de l'Afrique
La Corne de l'Afrique possède une grande variété de paysages principalement arides qui comporte un nombre important d'espèces endémiques.

## Définition

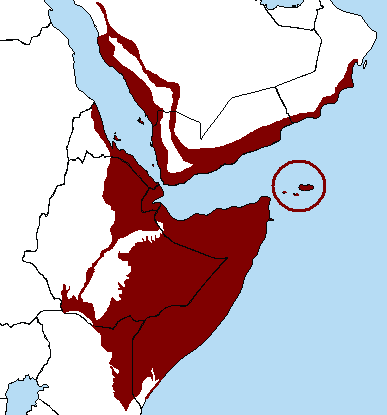
Carte de la Corne de l'Afrique vue par Conservation International. La zone cerclée correspond à l'Archipel de Socotra

Il faut distinguer la Corne de l'Afrique au sens propre (c'est-à-dire la Somalie, l'Éthiopie, l’Érythrée et Djibouti) et la Corne de l'Afrique selon Conservation International qui englobe également les paysages de savanes arides de la Péninsule Arabique et qui sera étudiée ici. En effet même si cette définition de la Corne de l'Afrique ne compte pas l'intégralité de l'Éthiopie et de la Somalie on se retrouve néanmoins avec un espace plus homogène qui comprend des paysages bien spécifiques de savanes arides et de déserts, le tout étant considéré comme un point chaud de biodiversité (biodiversity hotspot).
La région concernée s'étend donc sur 1 659 363 km2 et comprend la Corne de l'Afrique stricto sensu ainsi que sud-ouest de la Péninsule arabique. On retrouve l'est et le sud de l'Érythrée, Djibouti, l'est de l'Éthiopie (régions de Somali, de Dire Dawa, d'Harar, d'Afar et sud d'Oromia), la Somalie (excepté l'extrême sud-ouest) et l'extrême nord-est du Kenya. Dans la Péninsule arabique il s'articule le long d'une bande côtière de l'est de l'Oman jusqu'à la moitié sud de l'Arabie saoudite. Il englobe aussi les monts Sarawat et l'archipel de Socotra (Yémen).

## Caractéristiques

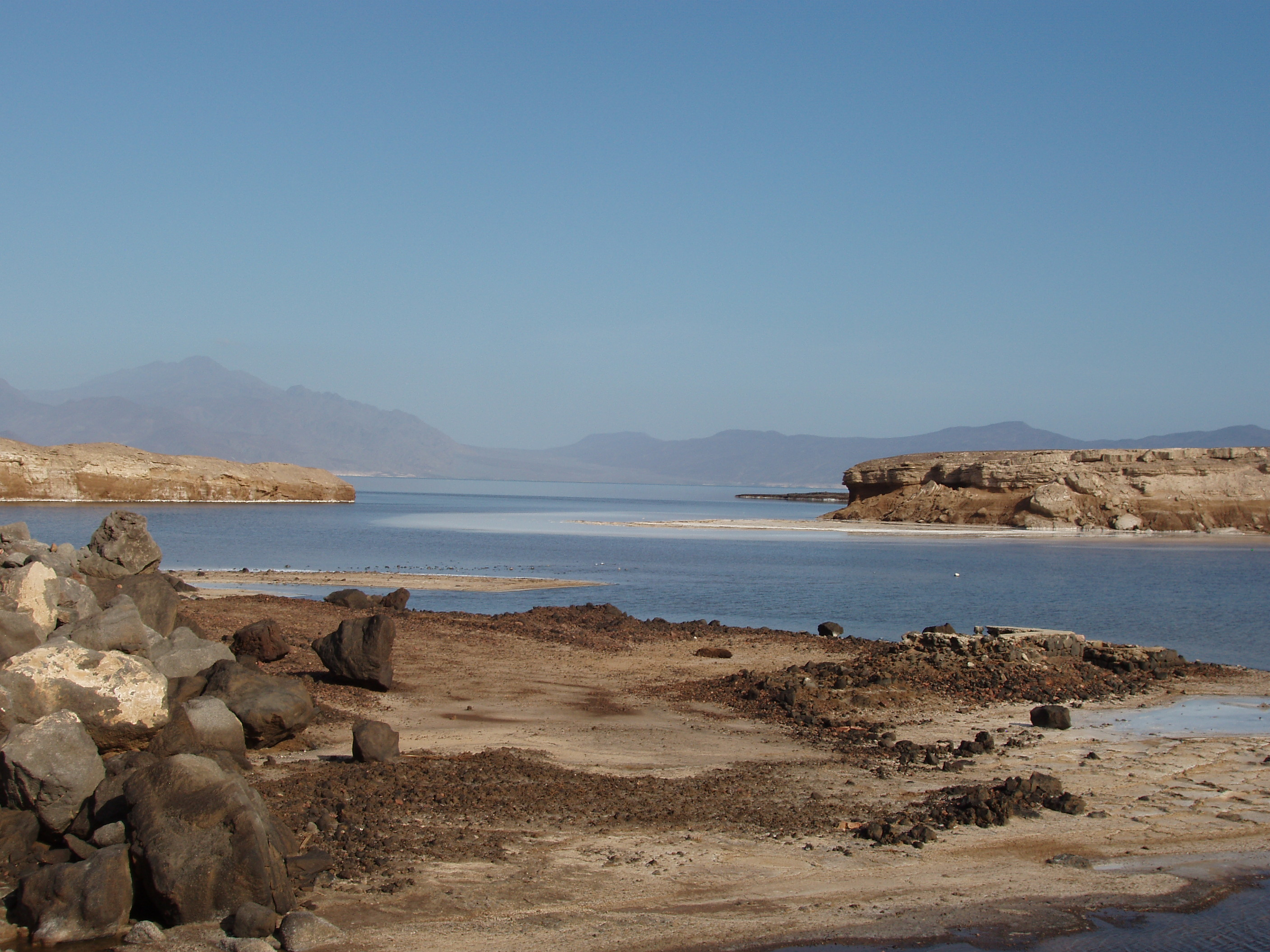
Le lac Assal à Djibouti est le point le plus bas du continent africain

Comme dit précédemment le climat de cette région est aride et semi-aride. La pluviométrie varie de 100 mm dans le désert Danakil à 450 mm environ à Mogadiscio. Les températures se situent entre 25 et 35 °C, mais elles peuvent atteindre des extrêmes proches de 50 °C. De plus malgré sa grande superficie on remarque que la plupart de la végétation est localisée dans des zones assez réduites et que certaines régions comme la dépression de l'Afar en sont quasiment dénuées. La végétation dominante est constituée par des savanes arides d'Acacia et de Commiphora mais il existe d'autres types de paysages: broussailles sempervirentes, broussailles de succulentes, forêts et bois secs sempervirents, prairies arides ainsi que des dunes de sable ou des gorges rocheuses dans les parties les plus désertiques. On retrouve de petites zones de mangroves dans cette région ainsi que des ripisylves le long des rivières principales comme la Shabele ou l'Awash. Les reliefs sont peu marqués. Bien qu'il existe des plateaux d'altitude notamment en Éthiopie il s'agit souvent de zones relativement planes bien que situées à plus de 2 000 m, mais s'oppose à la topographie accidentée de l'Afromontane orientale qui s'imbrique avec la Corne de l'Afrique. Mais plus généralement l'altitude dépasse rarement les 1 000 m. Il y a également beaucoup de zones situées sous le niveau de la mer notamment dans la Dépression de l'Afar avec le lac Assal à Djibouti qui du fait de ses 155 m sous le niveau de la mer est le point le plus bas du continent africain.

## Biodiversité

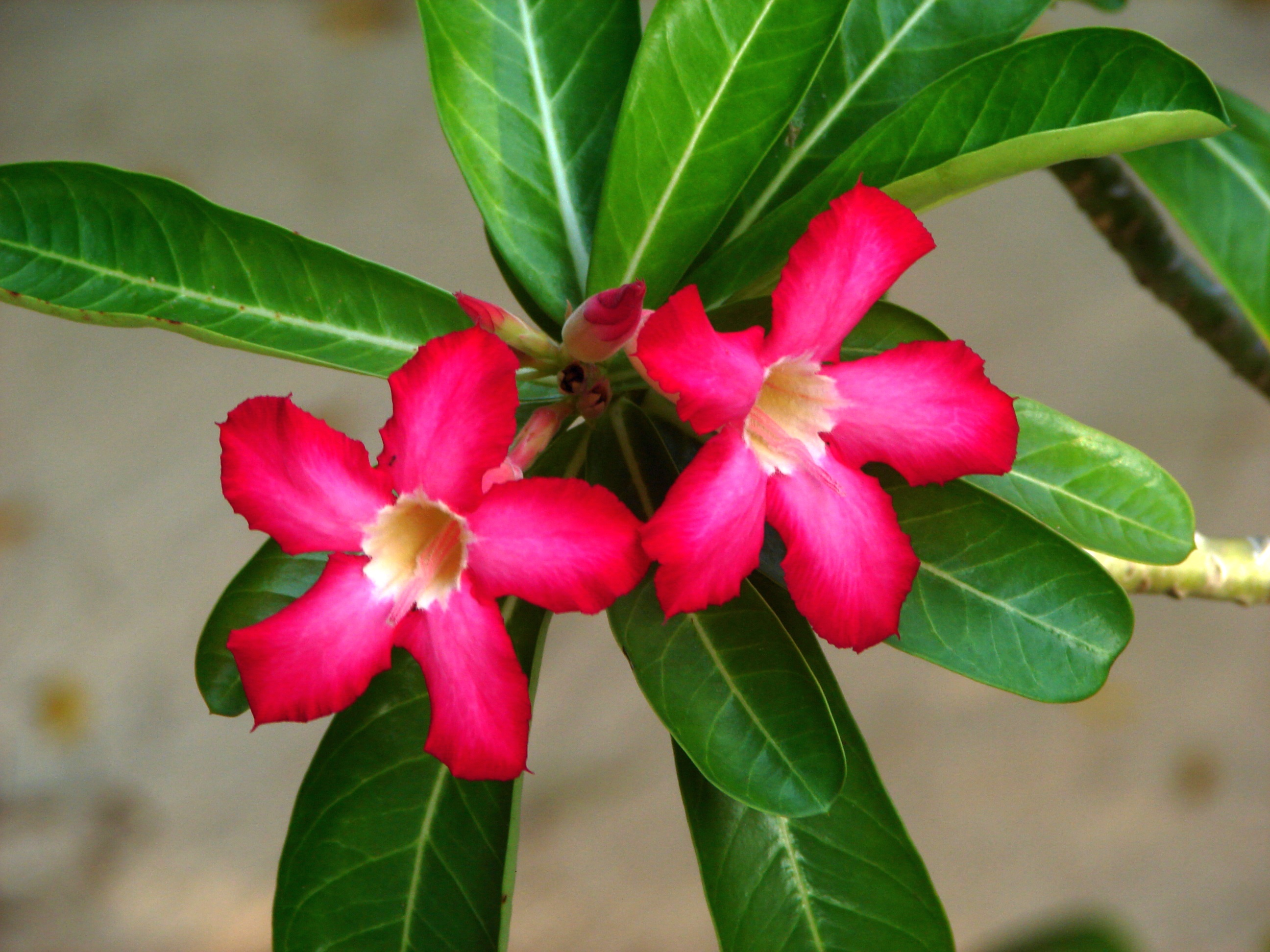
Adenium obesum fait partie des nombreuses plantes endémiques à l'île de Socotra.

Bien que globalement aride ce point chaud présente pourtant une immense biodiversité. De plus il apparaît une certaine similitude entre la flore de la Corne de l'Afrique et du Karoo succulent - autre point chaud entièrement désertique - qui laisse penser que ces deux régions auraient pu être reliées par un corridor aride au Pléistocène. Le genre Adenium est un bon exemple avec 2 espèces présente dans la Corne de l'Afrique et 2 autres dans les régions arides d'Afrique australe.
La diversité végétale est notable. Même si on dénombre aujourd'hui près de 5000 espèces de plantes vasculaires dans cette zone les recherches sont encore en cours et il est probable qu'il existe encore beaucoup d'espèces à découvrir, comme ce fut le cas pour le Cyclamen somalense découvert en 1986 seulement. Parmi ces dernières notons les 2750 espèces présentes nulle part ailleurs, soit 55 % d'endémisme. Les foyers les plus importants d'espèces endémiques sont localisés dans le Nord de la Somalie et l'archipel de Socotra. 13 des 60 genres endémiques de ce point chaud sont d'ailleurs propres à l'archipel de Socotra. On retrouve également 2 familles endémiques: celle des Barbeyacées avec Barbeya oleoides, commune et largement répandue et les Dirachmacées contentant deux espèces menacées Dirachma socotrana à Socotra et Dirachma somalensis en Somalie centrale.
Parmi les autres espèces notables citons le Dendrosicyos socotrana endémique à Socotra avec son tronc massif conçu pour retenir l'eau. Le Daban ou Palmier Bankoualé (Livistona carinensis) paradoxalement est la seule espèce du genre dans cette région, les autres espèces étant confinées à la zone indo-pacifique. Son bois utilisé pour la construction en fait une espèce rare et localisée. Le Yeheb (Cordeauxia edulis) est un buisson aux fleurs jaunes et aux graines très nourrissantes que l'on trouve à l'est de l'Éthiopie et au centre de la Somalie dans des sols sablonneux. Il s'agit d'une plante très importante dans les zones arides pour l'apport nutritif de ses graines. Du fait de sa situation la corne de l'Afrique a souvent été un point central pour les navigateurs arabes, indiens, européens et ce depuis des millénaires. Raison pour laquelle beaucoup de plantes de cette région ont été utilisées à des fins médicinales ou aromatiques. C'est le cas de l'encens (Boswellia sacra) présent en Somalie, au Yémen et à Oman, de la myrrhe (Commiphora myrrha et Commiphora guidottii) en Somalie et Éthiopie et du Dragonnier de Socotra (Dracaena cinnabari) très menacé et propre à l'île éponyme. Ces trois espèces sont encore utilisées pour leur résine odorante ou colorante et représente une source de revenus non négligeables pour les pays concernés et notamment la Somalie.
Parmi les 220 espèces de mammifères vivant dans ce point chaud, 20 sont endémiques. On retrouve plusieurs espèces d'antilopes: la Beira (Dorcatragus megalotis), l'Antilope de Clarke (Ammodorcas clarkei), la Gazelle de Speke (Gazella spekei) et le Dik-dik argenté (Madoqua piacentinii). Cette région abrite également une sous-espèce d'âne, extrêmement menacée: l'Âne de Somalie (Equus africanus somaliensis). On retrouve également 5 genres monospécifiques propres à cette zone: la Gerbille pygmée de Somalie (Microdillus peeli), l'Ammodile (Ammodillus imbellis) et le Gondi de Speke (Pectinator spekei) ainsi que la Beira et l'Antilope de Clarke mentionnées plus hauts. Le primate le plus emblématique de cette région est certainement le Babouin hamadryas également présent dans le sud-ouest de la Péninsule arabique.

La Corne de l'Afrique stricto sensu est la première zone d'endémisme pour l'avifaune en Afrique avec plus de 70 espèces propres à cette région. Cependant la version donnée par Conservation International est plus restrictive et n'englobe pas les plateaux d'Éthiopie. Néanmoins la zone compte pas moins de 697 espèces d'oiseaux et 24 endémiques. Il y a également 4 EBA: la Central Somali coast (Somalie), les North Somali mountains (Somalie), les Jubba and Shabeelle valleys (Somalie, Éthiopie, Kenya), Socotra (Yémen). Cette dernière tout particulièrement possède 5 espèces endémiques dont le genre monospécifique Rhynchostruthu avec le Grand-verdier à ailes d'or (Rhynchostruthus socotranus). Parmi les espèces les plus menacées citons le Francolin de Djibouti (Pternistis ochropectus) endémique au pays éponyme, Linotte de Warsangli (Carduelis johannis), l'Alouette de Ash (Mirafra ashi), l'Alouette d'Archer (Heteromirafra archeri) ou encore l'Alouette d'Érard (Heteromirafra sidamoensis).

Sur les 285 espèces de reptiles de la zone, 93 ne se trouvent nulle part ailleurs, soit un endémisme de presque 33 %. Cela inclut 6 genres endémiques: Haackgreerius (une seule espèce de scinque en Somalie) et Aeluroglena comporte une espèce aussi, l'Aeluroglena cucullata, un serpent somalien. Trois autres genres endémiques sont propres à Socotra: 2 espèces de geckos font partie du genre Haemodraco. Quant aux genres Ditypophis and Pachycalamus, ils ne possèdent qu'une seule espèce de serpent chacun.

Avec l'aridité extrême de la Corne de l'Afrique seules 30 espèces d'amphibiens sont présents même si 6 sont endémiques. Le seul genre endémique est monospécifique avec Lanzarana largeni, propre à la Somalie. Paradoxalement il n'existe cette fois aucune espèce d'amphibien sur Socotra. Parmi les 100 espèces de poissons d'eau douce de la région, 10 sont endémiques et 3 sont troglodytes.

## Menaces et conservation
La Corne de l'Afrique est l'un des points chauds de biodiversité les plus dégradés du monde avec seulement 5 % de son territoire originel conservé dans des conditions à peu près intactes. La pression anthropique est intense. L'une des principales causes est l'utilisation généralisée des terres comme pâturages pour les chèvres, les moutons et les chameaux qui entrent en plus en concurrence avec les animaux sauvages notamment autour des points d'eau. L'agriculture itinérante, également catastrophique, consiste à débroussailler et à brûler des zones de savanes naturelles pour y cultiver du manioc en l'occurrence, principalement dans le centre et le sud de la Somalie.
La seconde grande menace qui pèse sur la diversité de la Corne de l'Afrique est la transformation massive des ressources en bois pour faire du charbon tant pour les usages domestiques que pour l'exportation vers les pays du golfe Persique. L'espèce la plus couramment utilisée est l'Acacia bussei, une essence commune mais dont les forêts commencent à être fortement dégradées avec un risque de déséquilibre écologique. L'agriculture le long des rivières notamment dans la vallée du Rift est une menace pour les écosystèmes ripariens. Cependant le plus grave risque dans cette zone reste finalement les nombreux problèmes d'instabilité et de corruption qui empêchent une conservation rigoureuse des milieux menacés. En effet la plupart des pays de cette zone sont dans des situations économiques ou politiques tendues, avec comme épicentre la Somalie à la fois considérée comme le pays le plus corrompu et le moins développé du monde. De plus le climat aride et les pluies très irrégulières plongent près de 12 millions de personnes dans une famine terrible qui ne cesse de faire croître le nombre de réfugiés et donc rend d'autant plus marginal les problèmes de protection environnementale. À Socotra le problème majeur est un manque de renouvellement des grands végétaux comme le Dragonnier de Socotra, à cause de la sécheresse persistante. De plus le développement des infrastructures sur l'île (routes, port, aéroport) menace la flore indigène même s'il y a un fort potentiel en matière d'écotourisme.
Enfin le manque de contrôle concernant la chasse aux Ongulés, principalement, est une menace dans l'ensemble de ce hotspot.
Cette région compte pas moins de 41 zones qui protègent environ 9 % de sa superficie, mais seul un tiers de ces zones protégées sont classées en catégories UICN I à IV. Comme dans une grande partie de l'Afrique la rigueur de la protection est assurée de manière plus ou moins aléatoire. À Oman par exemple on remarque le Sanctuaire de l'Oryx arabe classé comme patrimoine mondial de l'Humanité  avec ses 24 785 km2 connu pour son spectaculaire programme de réintroduction de l'Oryx d'Arabie (Oryx leucoryx) ou encore la Jebel Samhan National Nature Reserve connue pour sa population de Panthère arabe (Panthera pardus nimr) une sous-espèce gravement menacée. Parmi les nombreux parcs et réserves éthiopiens on peut citer dans ce point chaud le parc national d'Awash et le parc national de Yangudi Rassa. Concernant la Somalie, bien qu'il existe effectivement des zones protégées, la guerre civile qui éclata en 1991 et la situation troublée dans laquelle elle laissa le pays fait qu'il n'y a pas de réelle politique de protection environnementale. À Djibouti, le parc national de la Forêt de Day avec ses 100 km2 est la seule réserve du pays. Comme on peut le voir la protection de ce point chaud est globalement insuffisante et les actions sont inadéquates. Seules des actions massives ciblées pour la conservation des espèces et des écosystèmes pourraient permettre une vraie protection des milieux naturels de la Corne de l'Afrique mais plus largement fournir un meilleur environnement social aux populations de ces pays souvent instables politiquement. La seule zone qui reçoit un soutien massif et international dans ce point chaud est l'île de Socotra. Non seulement elle a été classée comme Réseau mondial des réserves de biosphère mais en plus le Programme des Nations unies pour le développement (PNUD) a fait naître un projet appelé "Sustainable Development and Biodiversity Conservation for the People of Socotra Island" pour soutenir les habitants de Socotra dans la conservation des ressources naturelles inestimables de l'île. Projet financé communément entre le Gouvernement italien et le PNUD.